# (4404) Enirac
(4404) Enirac ist ein Hauptgürtelasteroid, der am 2. April 1987 von Alain Maury vom Palomar-Observatorium aus entdeckt wurde.
Der Asteroid wurde nach der Ehefrau des Entdeckers Carine („Enirac“ rückwärts) benannt.